# Aleksandr Grigor'evič Stoletov
Aleksandr Grigor'evič Stoletov (in russo Александр Григорьевич Столетов?; Vladimir, 29 luglio 1839 – Mosca, 16 maggio 1896) è stato un fisico russo.

## Biografia

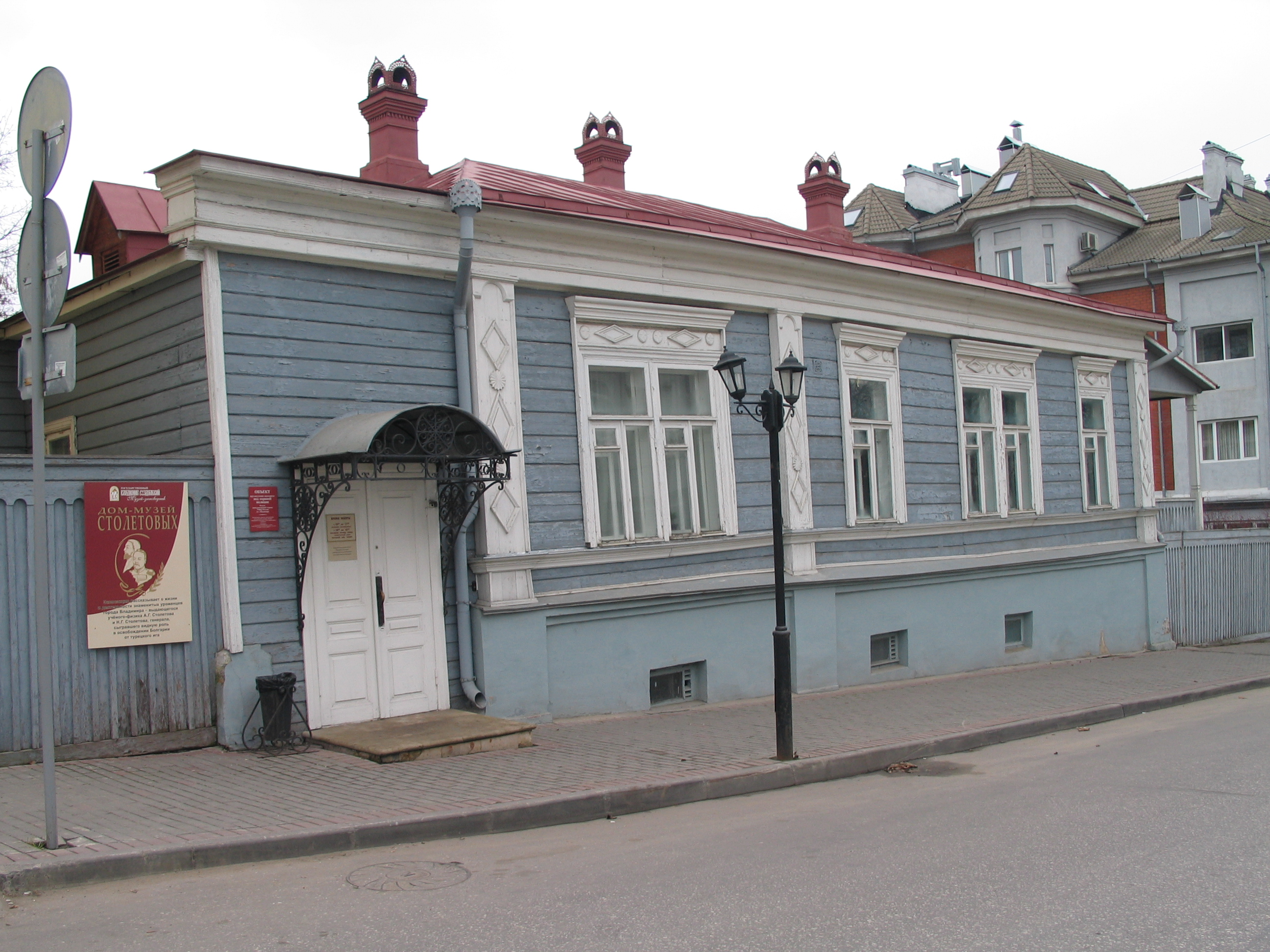
Museo Stoletov a Vladimir.

Aleksandr Stoletov  nacque a Vladimir, città della Russia europea a nordest di Mosca, fratello minore di  Nikolaj Grigor'evič.
Dopo aver ottenuto la laurea fu docente presso l'Università statale di Mosca e si affermò come scienziato a livello mondiale. Partecipò a convegni scientifici a Cambridge nel 1874 e rappresentò il mondo scientifico russo all'Exposition internationale d'Électricité di Parigi nel 1881.

## Contributi alla scienza
Si interesso al campo dell'elettromagnetismo e contribuì alla scoperta delle leggi che regolano l'effetto fotoelettrico.